# Burkhard Waldis
Burkhard Waldis, född 1490, död 1556. Tysk munk i Livland som efter reformationen blev evangelisk präst och kyrkoherde i tyska Abterode, Hessen, affärsman, poet och kompositör. Han finns representerad i Den svenska psalmboken 1986 med ett antal verk, varav några melodier enligt tonsättarregistret används till flera psalmer: nr 253 = densamma som till 366, 560, 588 och 595, nr 257 = densamma som till 516, nr 405 = densamma som till 436 och 461, därtill tonsättningar av nr 471, 529 och 536. 
Samtliga tonsättningar är daterade 1553, vilket torde innebära att årsangivelsen är angiven utifrån att de publicerades samtidigt. 1553 publicerades hans samling Der Psalter, In Newe Gesangs weise und künstliche Reimen gebracht i Frankfurt (enligt 1921 års koralbok med 1819 års psalmer).

## Psalmer
- Ack, döden haver hädanryckt (1695 nr 331, 1819 nr 344) oklart om den används till fler psalmer.
- Herren uti sin högsta tron (Göteborgspsalmboken 1650 s. 164-166, 1695 nr 88) Psaltaren 110 "Der HERR sprach in seinem höchsten".
- Hur fröjdar sig i templets famn (1819 nr 326, 1937 nr 208, 1986 nr 405)
  - Guds rådslut från begynnelsen (1986 nr 436)
  - O natt av ljus som ej kan dö (1986 nr 461)
- Jag och mitt hus för dig, o Gud (1937 nr 481)
  - Oändlige, o du vars hand (1819 nr 7)
- Hjälp mig, min Gud, ack, fräls min själ (1937 nr 280, 1986 nr 529)
  - Vad har min själ till vinning kvar (1921 nr 517)
  - Oändlige, o du vars hand (1937 nr 539)
- Kommer här och låter (1695 nr 83) förebild från Walids "Den rechten Gott wir meinen"
- O giv oss, Herre, av den tro (1986 nr 253)
  - Allt mänskosläktet av ett blod (1819 nr 274, 1986 nr 588)
  - Ditt ljus, o Helge Ande, tänd (1921 nr 538)
  - En dyr klenod, en klar och ren (1921 nr 553, 1937 nr 172) hade i tidigare psalmböcker denna Burkhard-melodi Finns på Wikisource.
  - Förgäves all vår omsorg är (1819 nr 306, 1986 nr 595)
  - I Guds församling Herren Gud (1819 nr 310)
  - Kom, frälsta hjord (1819 nr 327)
  - O Gud, ditt rike ingen ser (1819 nr 199, 1986 nr 366) kallas "melodins huvudtext" 1921
  - Var glad, min själ, och fatta mod (1819 nr 230, 1986 nr 560)
- Om Kristus döljes nu för dig (1986 nr 471)
- Pris vare Gud! Allena han (1986 nr 257)
  - Jag är det trädet i din gård (1986 nr 516)
  - Säll du som dig åt Gud betror (1937 nr 309) Psaltaren 91
- Säll är den man, som icke går (1695 nr 22) Psaltaren 1, "Wann unsre Obrigkeit in Not"
  - Två väldiga strider om människans själ (1986 nr 536) Finns på Wikisource.